# Chimmispitz
Der Chimmispitz ist ein  1813 m ü. M. hoher Berg in der Schweiz. Über seinen Gipfel verläuft die Grenze zwischen den Gemeinden Pfäfers und Landquart.
Der Chimmispitz ist auf einem Wanderweg vom St. Margrethenberg aus über die Matonalp erreichbar. An seinem nördlichen Hang befindet sich ein Artilleriebeobachtungsposten der Festung Furggels.